# Walker & Hutton
Walker & Hutton war ein britischer Hersteller von Automobilen.

## Unternehmensgeschichte
Die Ingenieure Walker und Hutton gründeten 1902 das Unternehmen in Scarborough und begannen mit der Produktion von Automobilen. Der Markenname lautete Walker & Hutton. Im gleichen Jahr endete die Produktion. Insgesamt entstanden nur wenige Exemplare.

## Fahrzeuge
Ein Modell war eine Voiturette. Ein Zweitaktmotor mit 4 PS Leistung war im Heck montiert und trieb über Riemen die Hinterachse an. Die offene Karosserie bot Platz für zwei Personen. Beworben wurde auch ein Fahrzeug mit Kettenantrieb. Die Karosserie hatte vier Sitze, der Fahrer saß hinten.